# Wilhelm von Kaulbars
Gustaf Wilhelm von Kaulbars, fdödd 11 februari 1733 i Stockholm, död 19 april 1814 i Uppsala, var en svensk friherre och militär.
Wilhelm von Kaulbars var son till Johan von Kaulbars och grevinnan Sofia Fredrika Cronhielm af Flosta. Han blev volontär vid fortifikationen 1746, student vid Lunds universitet 1748, och gick sedan i fransk tjänst. von Kaulbars blev stabskapten i svensk tjänst vid Posses regemente 1749, kapten vid Cronhielms regemente samma år och trädde åter i fransk tjänst 1757. Han blev kapten där vid regementet La Dauphine 1757, deltog i franska armén vid fälttågen i Westfalen och Sachsen 1757 och 1758. Han återkom till Sverige våren 1758 och deltog på svensk sida i Pommerska kriget 1758. von Kaulbars transporterades till drottningens livregemente 1759, blev major där 1760, överstelöjtnant vid prins Fredrik Adolfs regemente 1772, transporterades till Sprengtportska regementet 1774 och blev överste i armén 1776. Han var chef för Hälsinge regemente 1782–1809, befordrades 1792 till generalmajor och 1799 till generallöjtnant. von Kaulbars blev 1760 riddare, 1786 kommendör och 1800 kommendör med stort kors av Svärdsorden.